# Scoliocentra engeli
Scoliocentra engeli är en tvåvingeart som först beskrevs av Leander Czerny 1928.  Scoliocentra engeli ingår i släktet Scoliocentra och familjen myllflugor. Inga underarter finns listade i Catalogue of Life.